# کرونای بوهم و موراویا
کرونای بوهم و موراویا (به انگلیسی: Bohemian and Moravian koruna) یکای پول رایج در کشور بوهم و موراویا بین سال‌های ۱۹۳۹ تا ۱۹۴۵ بود.

## نگاره اسکناس‌ها

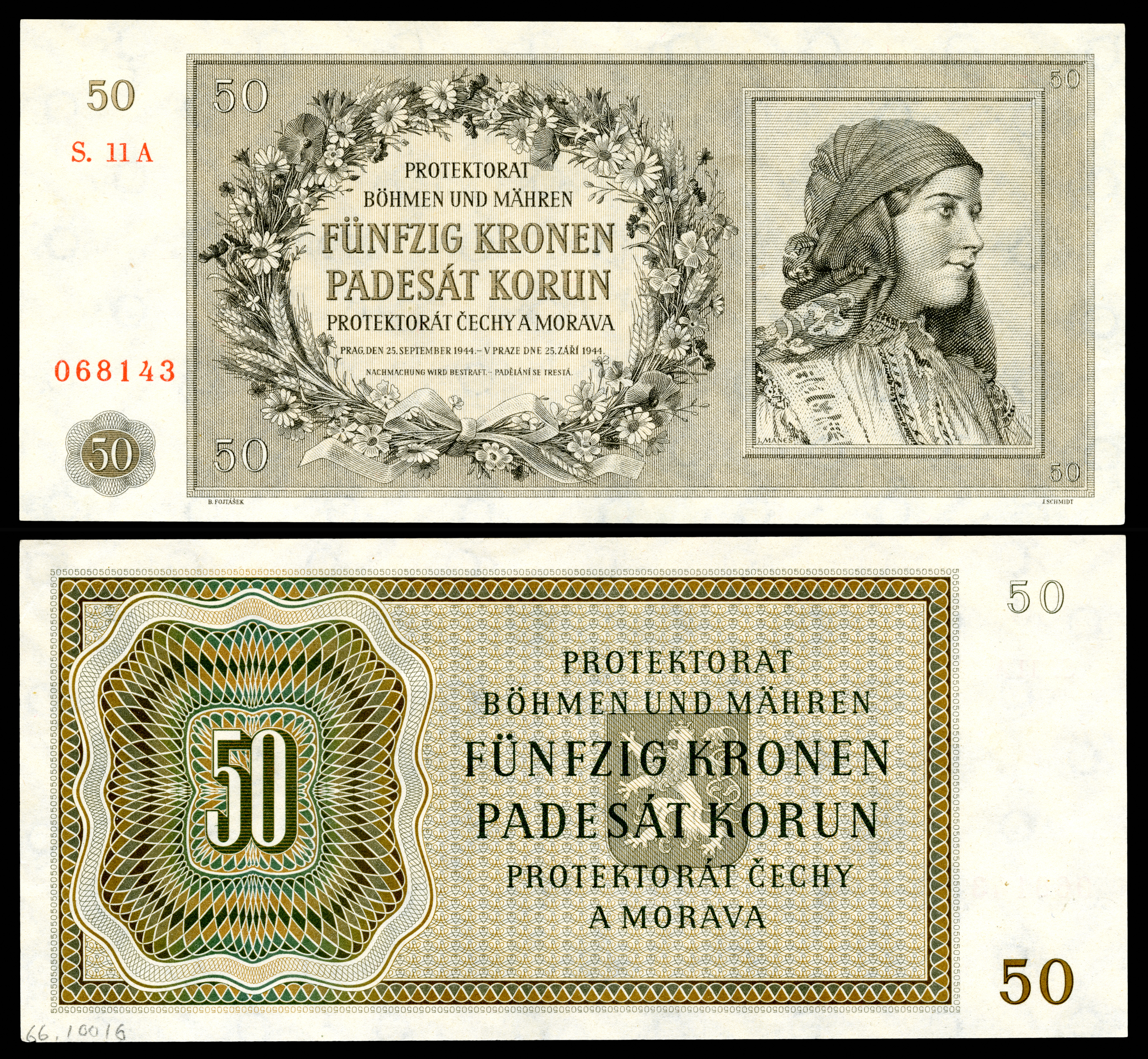
۵۰ کرونی - ۱۹۴۴
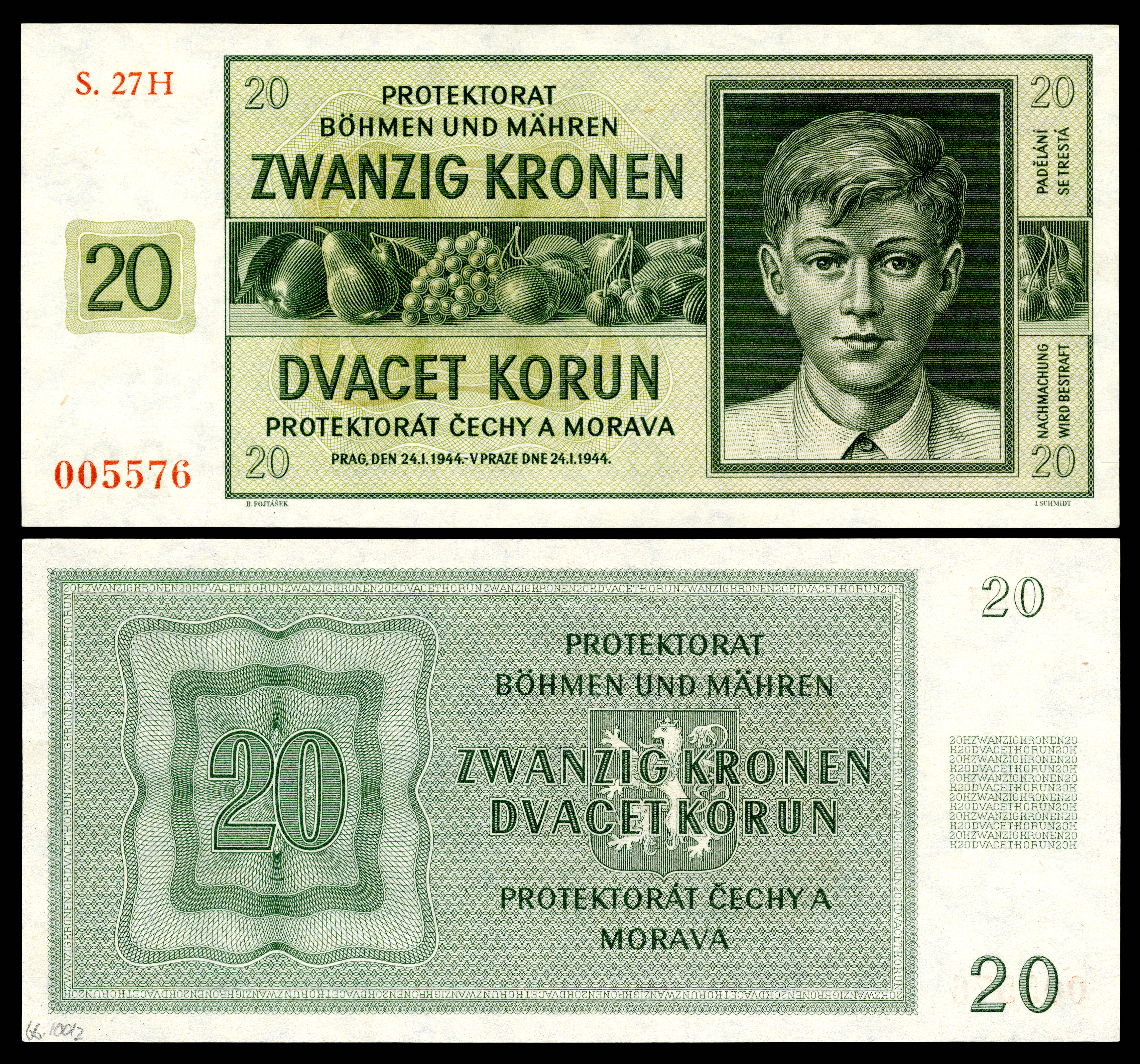
۲۰ کرونی - ۱۹۴۴
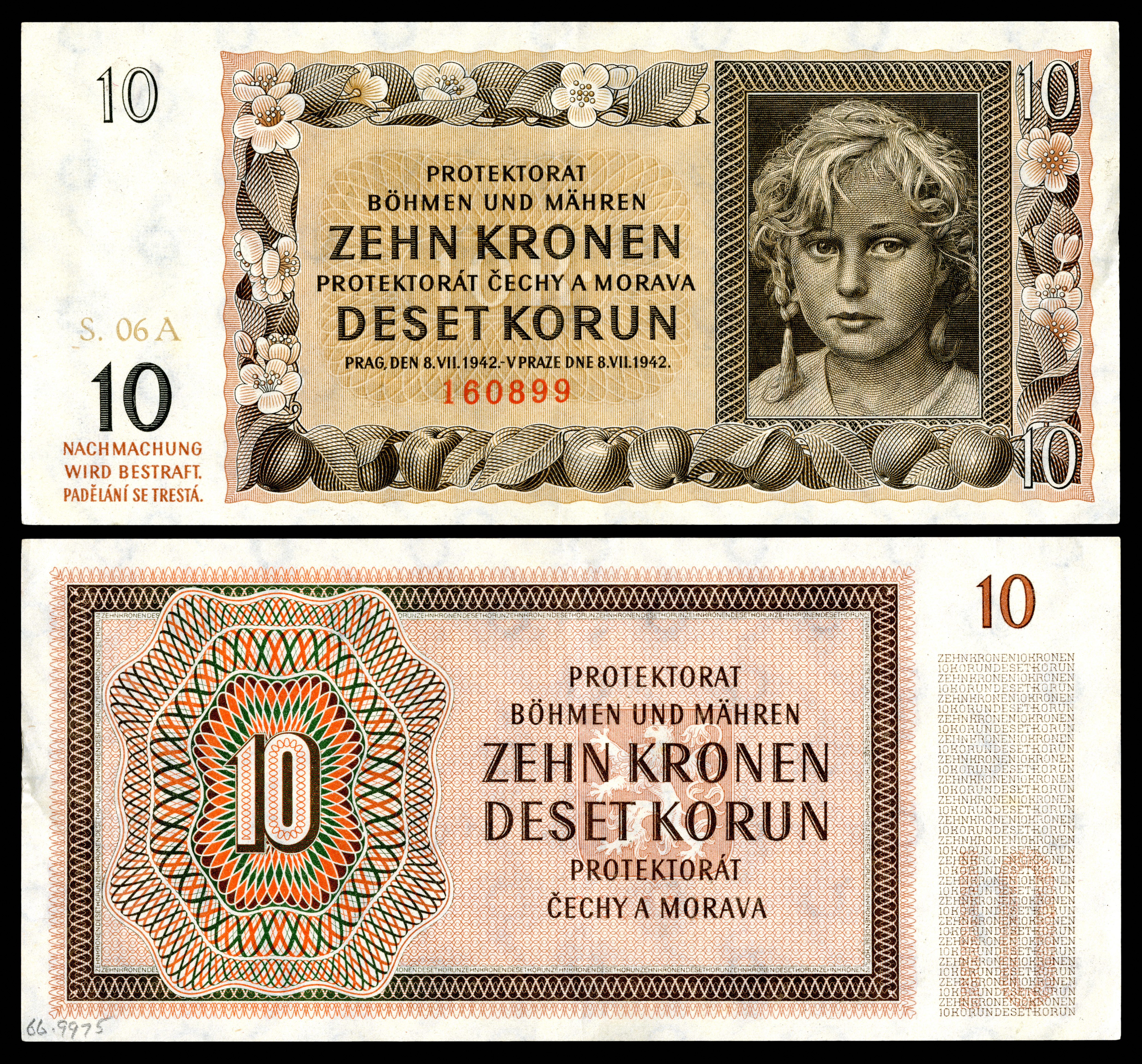
۱۰ کرونی - ۱۹۴۲
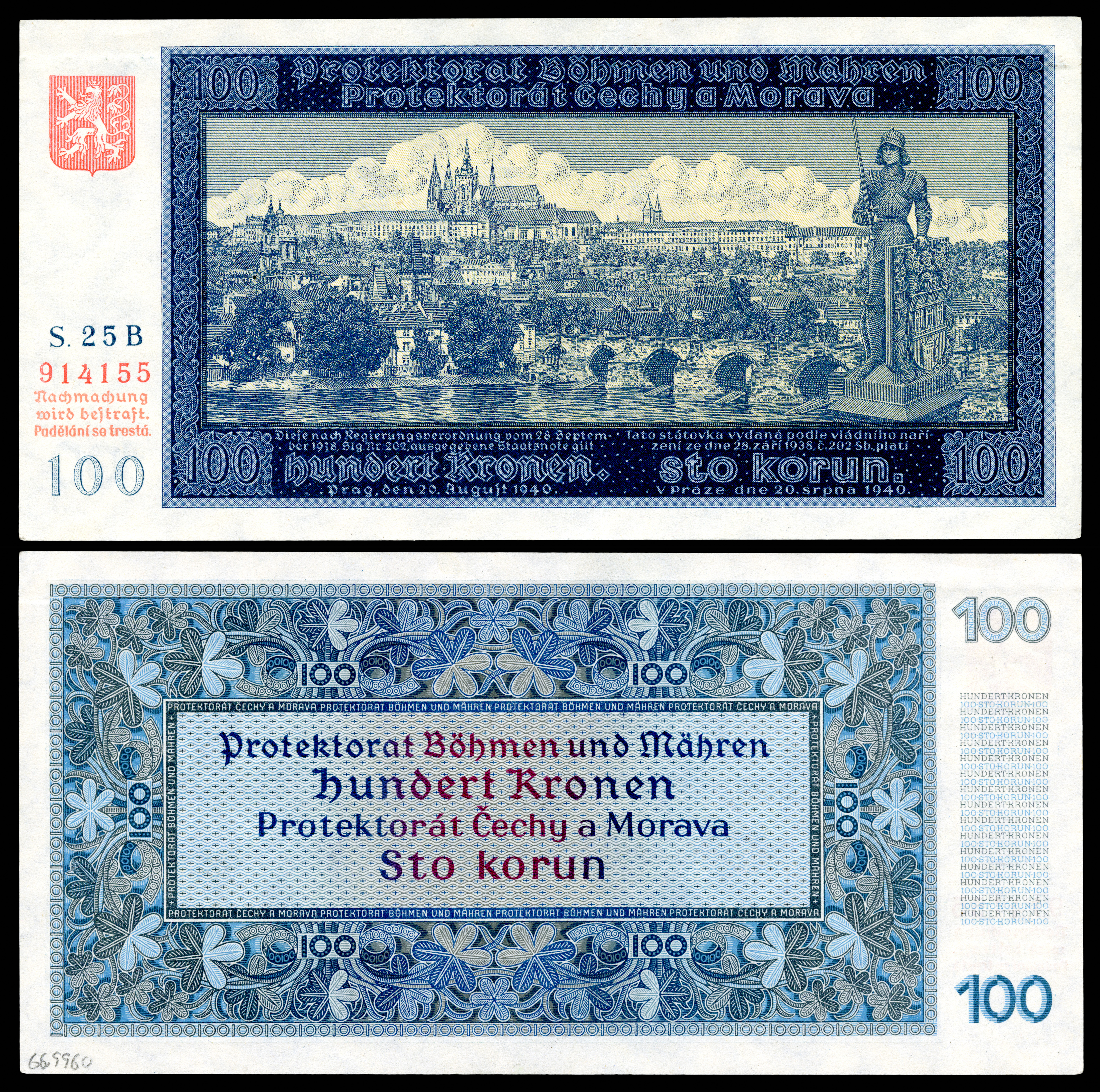
۱۰۰ کرونی - ۱۹۴۰
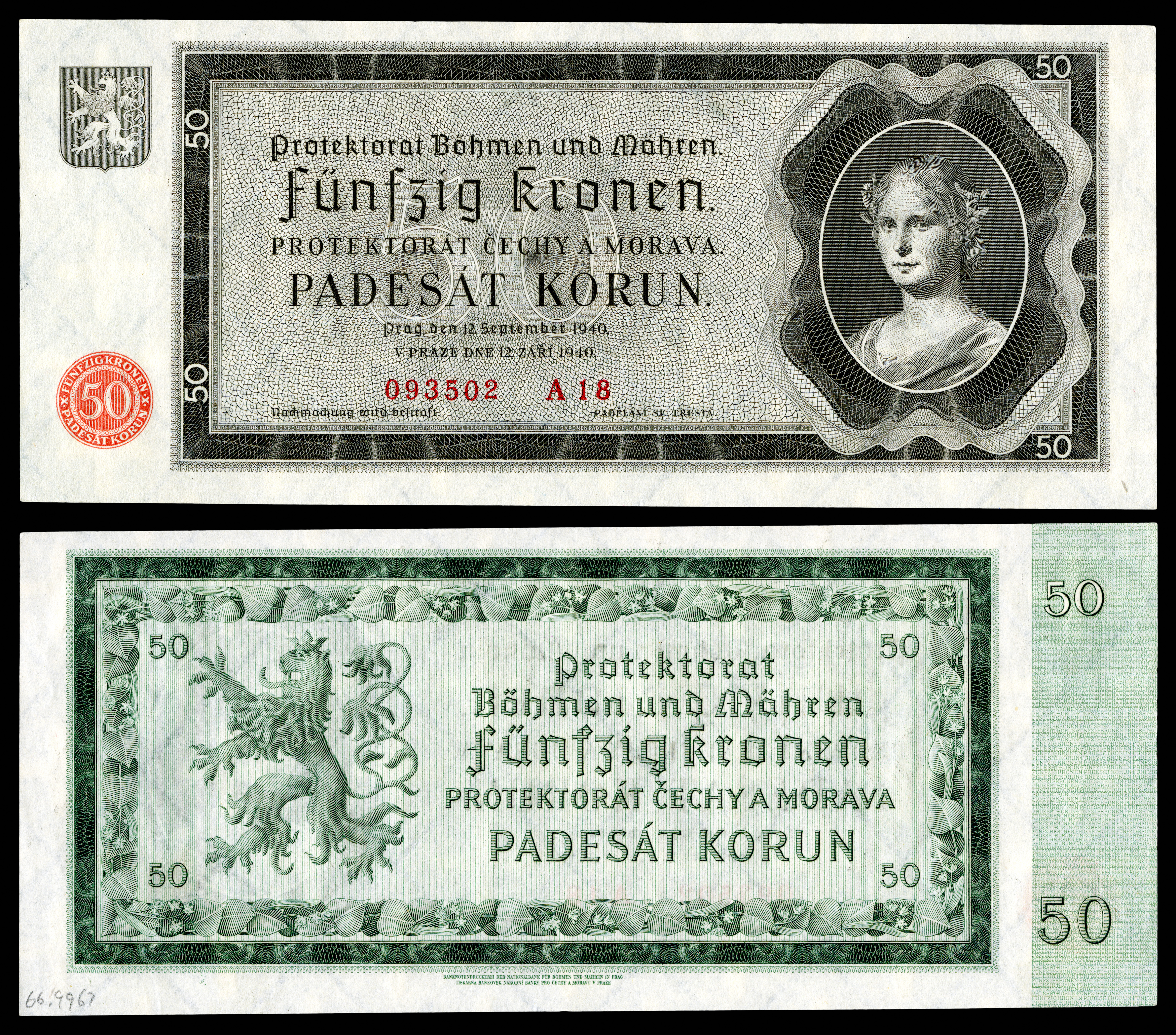
۵۰ کرونی - ۱۹۴۰
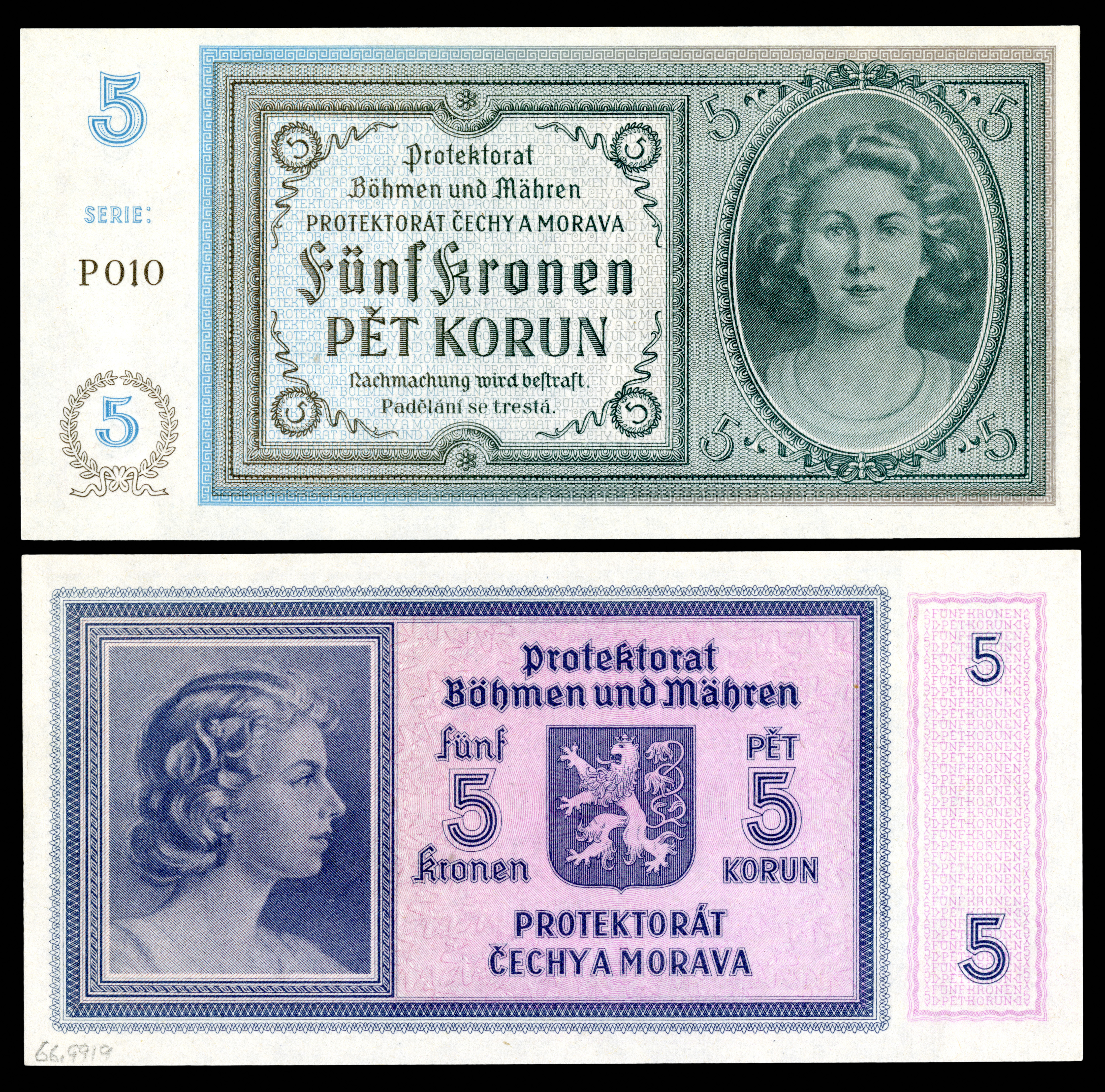
۵ کرونی - ۱۹۴۰
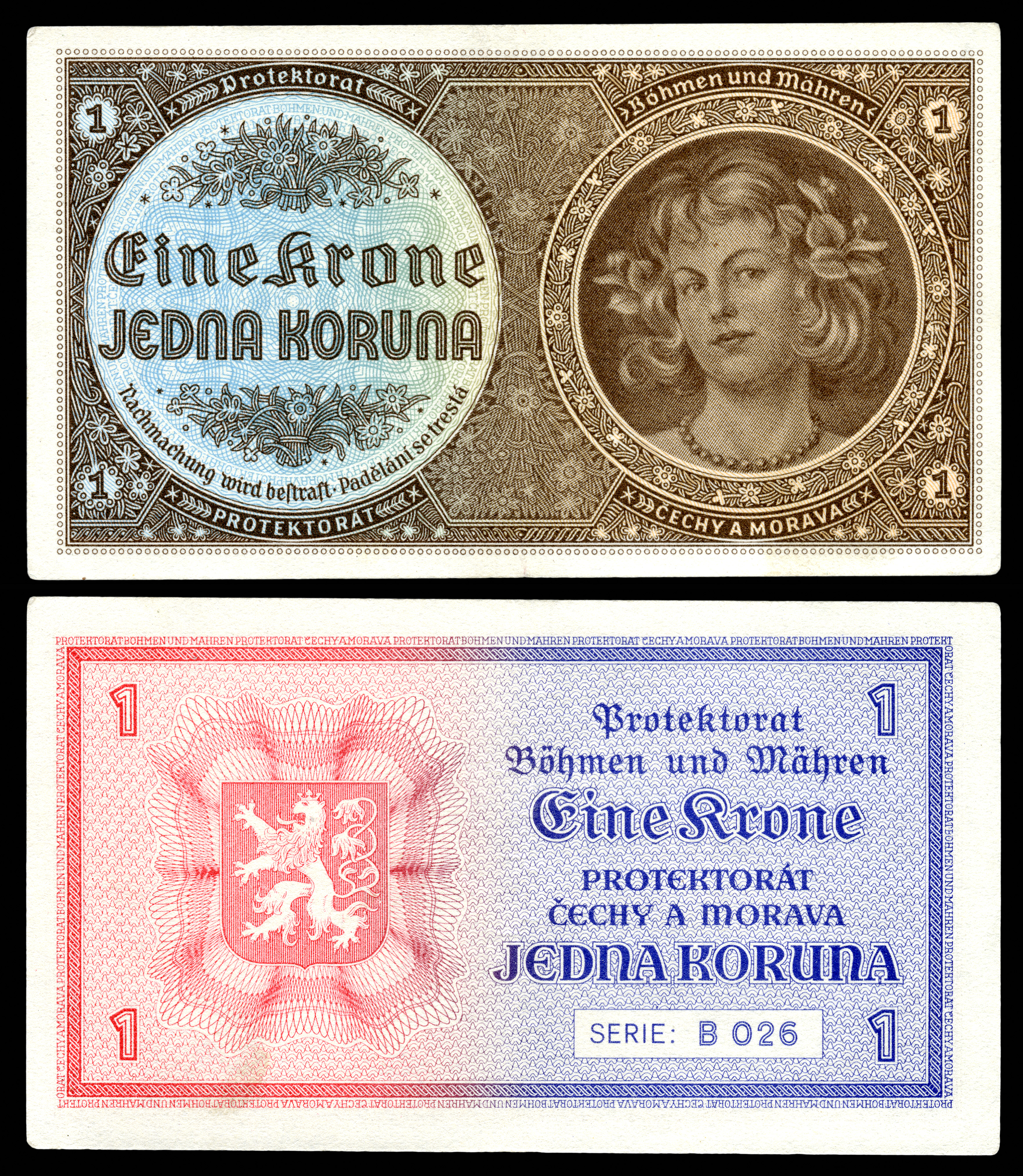
۱ کرونی - ۱۹۴۰
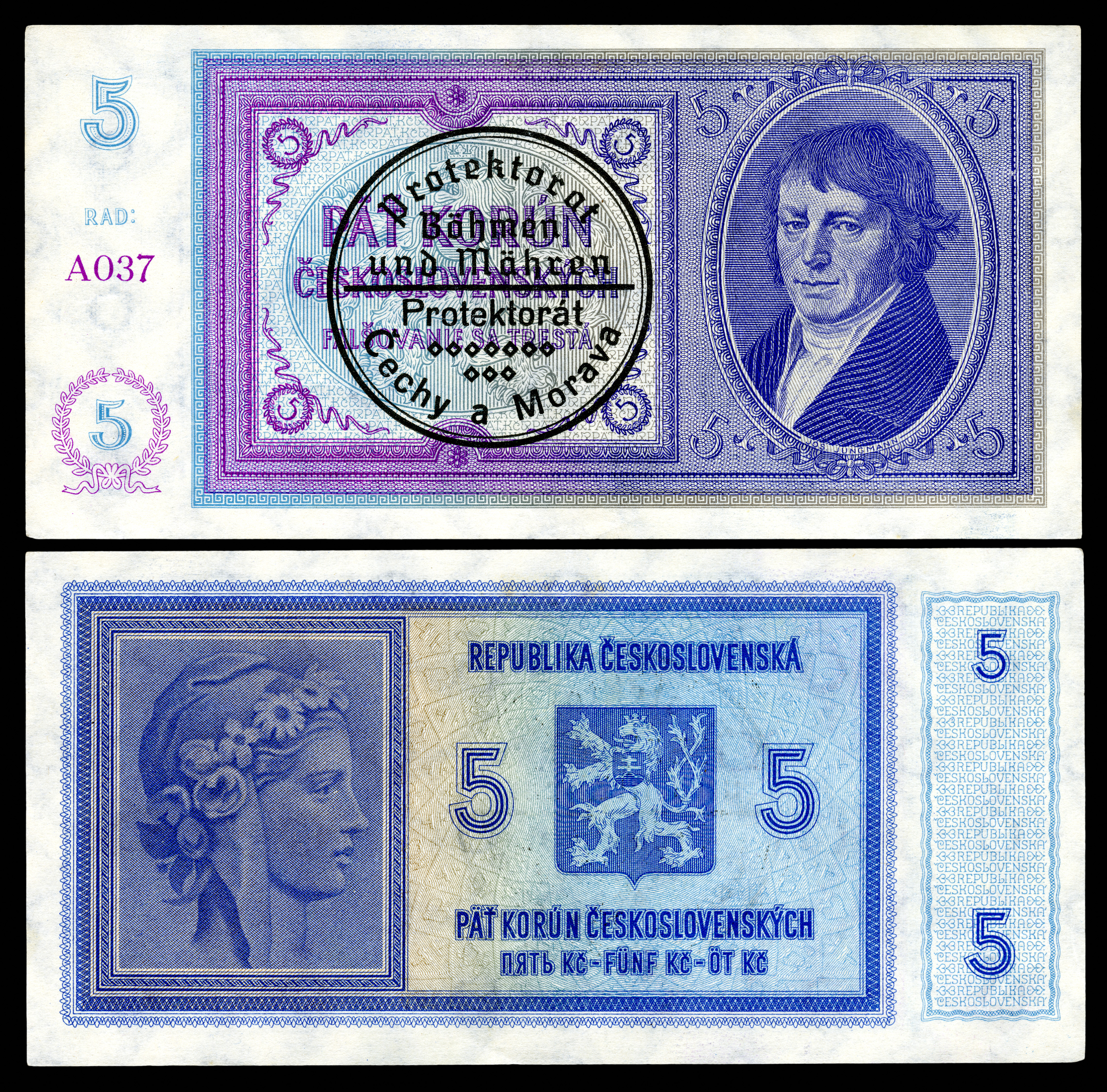
۵ کرونی - ۱۹۳۹